# Tapiena bivittata
Tapiena bivittata är en insektsart som beskrevs av Wei Ying Hsia och Honglei Liu 1993. Tapiena bivittata ingår i släktet Tapiena och familjen vårtbitare. Inga underarter finns listade i Catalogue of Life.